# Alberyk z Utrechtu
Alberyk z Utrechtu, również: Alfric lub Alberyk I z Utrechtu (ur. we Fryzji, zm. 21 sierpnia lub 14 listopada 784) – benedyktyński mnich, biskup utrechcki, święty Kościoła katolickiego.
Pochodził ze znamienitego rodu, był prawnukiem św. Adeli z Pfalzel i Oda z rodu Hugebortów. Był mnichem w benedyktyńskim klasztorze św. Marcina w Utrechcie (obecnie katedra) i przeorem Kościoła fryzyjskiego w Kolonii. Urząd biskupi w mieście objął po śmierci swojego stryja św. Grzegorza w 775 roku. Jako biskup udzielił święceń kapłańskich Ludgerowi, który został pierwszym biskupem Minigardefordu (obecnie Münster) i autorem biografii św. Grzegorza.
Wspomnienie liturgiczne Alberyka z Utrechtu obchodzone jest 14 listopada.